# Martin Marinov
Martin Marinov –en búlgaro, Мартин Маринов– (Sofía, 25 de octubre de 1967) es un deportista búlgaro que compitió en piragüismo en la modalidad de aguas tranquilas (desde 2004 bajo la bandera de Australia).
Obtuvo dos medallas de bronce en los Juegos Olímpicos: en Seúl 1988, en la prueba de C1 500 m, y en Barcelona 1992, en la prueba de C2 500 m. Ganó cuatro medallas en el Campeonato Mundial de Piragüismo entre los años 1987 y 1995, y una medalla de bronce en el Campeonato Europeo de Piragüismo de 1997.

## Palmarés internacional
| Juegos Olímpicos   | Juegos Olímpicos          | Juegos Olímpicos  | Juegos Olímpicos |
| Año                | Lugar                     | Medalla           | Competición      |
| ------------------ | ------------------------- | ----------------- | ---------------- |
| 1988               | Seúl (Corea del Sur)      | Medalla de bronce | C1 500 m         |
| 1992               | Barcelona (España)        | Medalla de bronce | C2 500 m         |
| Campeonato Mundial |                           |                   |                  |
| Año                | Lugar                     | Medalla           | Competición      |
| 1987               | Duisburgo (Alemania)      | Medalla de plata  | C1 1000 m        |
| 1989               | Plovdiv (Bulgaria)        | Medalla de bronce | C1 500 m         |
| 1994               | Ciudad de México (México) | Medalla de bronce | C2 500 m         |
| 1995               | Duisburgo (Alemania)      | Medalla de bronce | C2 200 m         |
| Campeonato Europeo |                           |                   |                  |
| Año                | Lugar                     | Medalla           | Competición      |
| 1997               | Plovdiv (Bulgaria)        | Medalla de bronce | C4 500 m         |